# 阿圖克瓦查納山 (托托斯區)
13°32′59″S 74°32′24″W / 13.54972°S 74.54000°W
阿圖克瓦查納山（Atuq Wachana），是秘魯的山峰，位於該國中南部阿亞庫喬大區，由坎加約省的托托斯區負責管轄，屬於安地斯山脈的一部分，海拔高度4,000米。